# ریموند بیلی (ورزشکار)
ریموند بیلی (انگلیسی: Raymond Bailey؛ زادهٔ ۱۶ مهٔ ۱۹۴۴) بازیکن فوتبال، بازیکن کریکت، و سرمربی (فوتبال) اهل بریتانیا است.
از باشگاه‌هایی که در آن بازی کرده‌است می‌توان به باشگاه فوتبال بدفورد تاون، باشگاه فوتبال گیلینگام، باشگاه فوتبال رومفورد، باشگاه فوتبال دانستیبل تاون، باشگاه فوتبال هیتچین تاون، و باشگاه فوتبال نورث‌همپتون تاون اشاره کرد.